# Amogha
L'Amogha-1 (Infaillible) est un missile antichar guidé de deuxième génération, d’une portée allant jusqu’à 2,8 km. Il est en cours de développement par la division de recherche et développement de Bharat Dynamics Limited à Hyderabad,. C’est le premier missile conçu et testé par Bharat Dynamics. Le missile sera produit en deux versions. La version terrestre a déjà été testée. La version infrarouge du missile utilise une « vision thermique intelligente » pour attaquer sa cible.

## Tests
Le missile a une portée de 2,5 à 2,8 km. Il a été rapporté que deux missiles ont été testés en septembre 2015 au polygone de l’armée de Babina dans l'Uttar Pradesh. Les deux missiles ont atteint leurs cibles lors de l’essai,. Ces tests n’ont trouvé aucune différence significative entre ce missile et les autres missiles antichars. Les performances du missile sont mesurées à la fois par le tireur et le commandant des systèmes avancés d’acquisition de cibles.

## Variantes

### Amogha-II
L’Amogha-II utilise la commande semi-automatique en ligne de visée (SACLOS) avec un autodirecteur de radiofréquence. Le missile a été testé avec succès le 14 octobre 2017 depuis un lanceur au sol.

### Amogha-III
Le 7 février 2020, BDL a dévoilé la troisième génération de l’ATGM portable Amogha-III à Defexpo 2020 à Lucknow. Le missile a un corps cylindrique conventionnel, huit ailerons repliables au milieu du corps et quatre ailerons arrière plus grands pour la stabilisation du vol. Il est propulsé par un moteur-fusée à double poussée avec contrôle vectoriel de poussée et brûle du propergol sans fumée. La tête chercheuse est dotée d’un ensemble d’imagerie infrarouge (IIR) et électro-optique (EO) bimode. L’Amogha-III peut toucher sa cible en mode d’attaque directe et en mode d’attaque par le haut. La cible doit être verrouillée avant le lancement. Le missile utilise une ogive tandem anti-blindage qui peut pénétrer 650 mm au-delà du blindage réactif explosif (ERA). La portée opérationnelle est comprise entre 200 et 2 500 m avec un poids de 18 kg, bien que BDL envisage de le réduire à 15-16 kg une fois que le missile aura atteint la production de masse. Le système complet est composé d’un missile, d’un trépied et d’une unité de commande de lancement (CLU) avec capacité de commande à distance,.
Le 26 mars 2023, BDL a testé avec succès l’Amogha-III qui a atteint tous les objectifs de la mission.

## Développements futurs
L’Amogha sera configuré pour être utilisé sur les hélicoptères HAL Rudra et HAL Prachand. Bientôt, il aura une version terrestre, une version aérienne et une version portable,.